# ماتزینه
ماتزینه (به ایتالیایی: Mazzin) یک کومونه در ایتالیا است که در ترنتینو واقع شده‌است.

## خصوصیات
ماتزینه ۲۳٫۷ کیلومترمربع مساحت و ۴۵۰ نفر جمعیت دارد.